# Campionati del mondo di atletica leggera 2013 - Lancio del giavellotto maschile
La gara di lancio del giavellotto maschile si è svolta tra giovedì 15 agosto e sabato 17 agosto 2013.

## Podio
| Pos.    | Atleta           | Nazionalità | Misura  |
| ------- | ---------------- | ----------- | ------- |
| Oro     | Vítězslav Veselý | Rep. Ceca   | 87,17 m |
| Argento | Tero Pitkämäki   | Finlandia   | 87,07 m |
| Bronzo  | Dmitriy Tarabin  | Russia      | 86,23 m |

## Situazione pre-gara

### Record
Prima di questa competizione, il record del mondo (WR) e il record dei campionati (CR) erano i seguenti.
| Record                | Prestazione | Atleta                | Data                            | Competizione              |
| --------------------- | ----------- | --------------------- | ------------------------------- | ------------------------- |
| Record mondiale       | 98,48 m     | Jan Železný Rep. Ceca | 25 maggio 1996 Jena, Germania   |                           |
| Record dei campionati | 92,80 m     | Jan Železný Rep. Ceca | 12 agosto 2001 Edmonton, Canada | Campionati del mondo 2001 |

### Campioni in carica
I campioni in carica, a livello mondiale e olimpico, erano:
| Campione | Atleta                            | Prestazione | Data                                  | Competizione               |
| -------- | --------------------------------- | ----------- | ------------------------------------- | -------------------------- |
| Olimpico | Keshorn Walcott Trinidad e Tobago | 84,58 m     | 11 agosto 2012 Londra, Regno Unito    | Giochi della XXX Olimpiade |
| Mondiale | Matthias de Zordo Germania        | 86,27 m     | 3 settembre 2011 Taegu, Corea del Sud | Campionati del mondo 2011  |

### La stagione
Prima di questa gara, gli atleti con le migliori tre prestazioni dell'anno erano:
| Pos. | Atleta                     | Prestazione | Data                                            |
| ---- | -------------------------- | ----------- | ----------------------------------------------- |
| 1    | Dmitrij Tarabin Russia     | 88,84 m     | 24 luglio 2013 Mosca, Russia                    |
| 2    | Vítězslav Veselý Rep. Ceca | 87,68 m     | 19 luglio 2013 Montecarlo, Principato di Monaco |
| 3    | Tero Pitkämäki Finlandia   | 87,60 m     | 10 maggio 2013 Shanghai, Cina                   |

## Risultati

### Qualificazioni
Si qualificano per la finale i concorrenti che ottengono una misura di almeno 82,50 m (Q); le migliori dodici misure (q) accedono comunque alla finale.
| Pos. | Gruppo | Nome                      | Nazionalità       | 1ª prova | 2ª prova | 3ª prova | Misura  | Note                          |
| ---- | ------ | ------------------------- | ----------------- | -------- | -------- | -------- | ------- | ----------------------------- |
| 1    | A      | Tero Pitkämäki            | Finlandia         | 84,39 m  |          |          | 84,39 m | Q                             |
| 2    | B      | Ihab Abdelrahman El Sayed | Egitto            | 83,62 m  |          |          | 83,62 m | Q,                            |
| 3    | A      | Andreas Thorkildsen       | Norvegia          | x        | 79,45 m  | 83,05 m  | 83,05 m | Q                             |
| 4    | A      | Ivan Zaytsev              | Uzbekistan        | 81,53 m  | x        | –        | 81,53 m | q                             |
| 5    | A      | Vítězslav Veselý          | Rep. Ceca         | x        | 81,51 m  | –        | 81,51 m | q                             |
| 6    | B      | Antti Ruuskanen           | Finlandia         | 80,02 m  | 81,36 m  | –        | 81,36 m | q                             |
| 7    | B      | Dmitrij Tarabin           | Russia            | x        | 81,32 m  | –        | 81,32 m | q                             |
| 8    | A      | Julius Yego               | Kenya             | 79,56 m  | x        | 80,88 m  | 80,88 m | q                             |
| 9    | A      | Kim Amb                   | Svezia            | 80,84 m  | x        | 80,37 m  | 80,84 m | q                             |
| 10   | A      | Stuart Farquhar           | Nuova Zelanda     | 80,73 m  | x        | 76,73 m  | 80,73 m | q                             |
| 11   | B      | Risto Mätas               | Estonia           | 79,25 m  | x        | 80,18 m  | 80,18 m | q                             |
| 12   | B      | Fatih Avan                | Turchia           | 78,09 m  | 79,93 m  | 80,09 m  | 80,09 m |                               |
| 13   | A      | Bernhard Seifert          | Germania          | 80,02 m  | x        | x        | 80,02 m |                               |
| 14   | B      | Vadims Vasiļevskis        | Lettonia          | 79,09 m  | 77,59 m  | 79,68 m  | 79,68 m |                               |
| 15   | A      | Guillermo Martínez        | Cuba              | 79,67 m  | 77,88 m  | 76,70 m  | 79,67 m |                               |
| 16   | B      | Teemu Wirkkala            | Finlandia         | 79,50 m  | 78,54 m  | 79,26 m  | 79,50 m |                               |
| 17   | B      | Víctor Fatecha            | Paraguay          | 76,13 m  | 79,03 m  | x        | 79,03 m | Miglior prestazione personale |
| 18   | A      | Keshorn Walcott           | Trinidad e Tobago | 78,78 m  | x        | 75,84 m  | 78,78 m |                               |
| 19   | B      | Riley Dolezal             | Stati Uniti       | 72,96 m  | 78,76 m  | 77,25 m  | 78,76 m |                               |
| 20   | A      | Aleksey Tovarnov          | Russia            | 74,15 m  | 73,25 m  | 78,43 m  | 78,43 m |                               |
| 21   | B      | Yukifumi Murakami         | Giappone          | 77,75 m  | x        | 76,74 m  | 77,75 m |                               |
| 22   | B      | Zhao Qinggang             | Cina              | 76,23 m  | 76,78 m  | 77,61 m  | 77,61 m |                               |
| 23   | B      | Lars Hamann               | Germania          | 77,10 m  | 74,75 m  | 72,00 m  | 77,10 m |                               |
| 24   | A      | Marcin Krukowski          | Polonia           | x        | x        | 76,93 m  | 76,93 m |                               |
| 25   | A      | Valeriy Iordan            | Russia            | 76,92 m  | 72,79 m  | 73,70 m  | 76,92 m |                               |
| 26   | A      | Hamish Peacock            | Australia         | 70,61 m  | 76,33 m  | 75,31 m  | 76,33 m |                               |
| 27   | B      | Łukasz Grzeszczuk         | Polonia           | 74,72 m  | x        | x        | 74,72 m |                               |
| 28   | B      | Gabriel Wallin            | Svezia            | 74,66 m  | x        | x        | 74,66 m |                               |
| 29   | A      | Thomas Röhler             | Germania          | 71,88 m  | 74,45 m  | 73,67 m  | 74,45 m |                               |
| 30   | B      | John Robert Oosthuizen    | Sudafrica         | 74,36 m  | 70,99 m  | x        | 74,36 m |                               |
| 31   | A      | Uladzimir Kazlou          | Bielorussia       | 72,66 m  | 67,79 m  | x        | 72,66 m |                               |
| 32   | B      | Leslie Copeland           | Figi              | 70,56 m  | 72,30 m  | 68,46 m  | 72,30 m |                               |
| -    | B      | Roman Avramenko           | Ucraina           | 76,73 m  | 79,91 m  | 80,37 m  | 80,37 m | q dq                          |

Legenda: 
- x = Lancio nullo;
- Q = Qualificato direttamente;
- q = Ripescato;
- RN = Record nazionale;
- RP = Record personale;
- PS = Personale stagionale;

### Finale
| Pos.   | Nome                | Nazionalità   | 1ª prova | 2ª prova | 3ª prova | 4ª prova | 5ª prova | 6ª prova | Misura  | Note             |
| ------ | ------------------- | ------------- | -------- | -------- | -------- | -------- | -------- | -------- | ------- | ---------------- |
| center | Vítězslav Veselý    | Rep. Ceca     | 87,17 m  | 78,80 m  | 81,21 m  | 83,80 m  | x        | -        | 87,17 m |                  |
| center | Tero Pitkämäki      | Finlandia     | 83,40 m  | 86,88 m  | 87,07 m  | 85,67 m  | x        | 85,22 m  | 87,07 m |                  |
| center | Dmitrij Tarabin     | Russia        | x        | 84,38 m  | x        | 82,25 m  | x        | 86,23 m  | 86,23 m |                  |
| 4      | Julius Yego         | Kenya         | 80,60 m  | x        | 81,13 m  | x        | 85,40 m  | 81,20 m  | 85,40 m | Record nazionale |
| 5      | Antti Ruuskanen     | Finlandia     | 77,96 m  | 80,32 m  | x        | x        | 75,86 m  | 81,44 m  | 81,44 m |                  |
| 6      | Andreas Thorkildsen | Norvegia      | 80,93 m  | 76,82 m  | x        | 80,62 m  | 81,06 m  | -        | 81,06 m |                  |
| 7      | Ihab Abdelrahman    | Egitto        | 79,02 m  | 78,57 m  | 80,94 m  | 78,70 m  | 76,85 m  | x        | 80,94 m |                  |
| 8      | Risto Mätas         | Estonia       | 78,32 m  | 78,87 m  | 80,03 m  |          |          |          | 80,03 m |                  |
| 9      | Stuart Farquhar     | Nuova Zelanda | 79,24 m  | 75,72 m  | x        |          |          |          | 79,24 m |                  |
| 10     | Kim Amb             | Svezia        | 77,64 m  | 76,28 m  | 78,91 m  |          |          |          | 78,91 m |                  |
| 11     | Ivan Zaytsev        | Uzbekistan    | 74,58 m  | 78,33 m  | 77,72 m  |          |          |          | 78,33 m |                  |
| -      | Roman Avramenko     | Ucraina       | 81,32 m  | x        | 80,12 m  | 82,05 m  | 78,61 m  | 80,80 m  | 82,05 m | dq               |

Legenda: 
- x = Lancio nullo;
- RN = Record nazionale;
- RP = Record personale;
- PS = Personale stagionale;